# Armenischer Fußballpokal 2013/14
Der armenische Fußballpokal 2013/14 war die 23. Austragung des Pokalwettbewerbs in Armenien.
Teilnehmer waren die acht Mannschaften aus der Bardsragujn chumb 2013/14. Titelverteidiger FC Pjunik Jerewan gewann zum siebten Mal den Pokal. Im Finale wurde Gandsassar Kapan mit 2:1 besiegt. Pjunik nahm an der Europa League teil.

## Modus
Der Pokal wurde in drei Runden ausgetragen. Bis zum Halbfinale wurden die Sieger in Hin- und Rückspiel ermittelt. Bei Torgleichstand entschied zunächst die Anzahl der Auswärts erzielten Tore, danach eine Verlängerung, wurde in dieser nach zweimal 15 Minuten keine Entscheidung erreicht, folgte ein Elfmeterschießen, bis der Sieger ermittelt war. Das Finale wurde in einem Spiel in Jerewan ausgetragen.

## Viertelfinale
| Datum             |                       | Gesamt    |                    | Hinspiel | Rückspiel |
| ----------------- | --------------------- | --------- | ------------------ | -------- | --------- |
| 18.09./23.10.2013 | FC Alaschkert Martuni | 1:3       | MIKA Aschtarak     | 1:0      | 0:3       |
| 18.09./06.11.2013 | Gandsassar Kapan      | 3:1       | FC Ulisses Jerewan | 0:0      | 3:1       |
| 02.10./23.10.2013 | FC Schirak Gjumri     | (a)2:2(a) | FC Banants Jerewan | 1:2      | 1:0       |
| 02.10./06.11.2013 | FC Pjunik Jerewan     | 3:2       | FA Ararat Jerewan  | 1:1      | 2:1       |

## Halbfinale
| Datum             |                  | Gesamt |                    | Hinspiel | Rückspiel |
| ----------------- | ---------------- | ------ | ------------------ | -------- | --------- |
| 18.03./16.04.2014 | Gandsassar Kapan | 3:2    | FC Banants Jerewan | 2:1      | 1:1       |
| 19.03./15.04.2014 | MIKA Aschtarak   | 0:3    | FC Pjunik Jerewan  | 0:1      | 0:2       |

## Finale
| FC Pjunik Jerewan                        | FC Pjunik Jerewan | Gandsassar Kapan | Gandsassar Kapan |
| ---------------------------------------- | --- | --- | ---------------- |
| FC Pjunik Jerewan                        | \| 7. Mai 2014 in Jerewan (Stadion Hrasdan) \| \| Ergebnis: 2:1 (1:0) \| \| Zuschauer: 5.000 \| \| Schiedsrichter: Suren Balijan \| | \| 7. Mai 2014 in Jerewan (Stadion Hrasdan) \| \| Ergebnis: 2:1 (1:0) \| \| Zuschauer: 5.000 \| \| Schiedsrichter: Suren Balijan \| | Gandsassar Kapan |
| FC Pjunik Jerewan                        | Gor Manukjan – Waraschat Harojan, Grigor Howhannisjan, Taron Woskajan, Waspurak Minasjan (87. Aschot Sardarjan) – Artur Juspaschjan, Kamo Howhannisjan, Gagik Poghosjan (74. Narek Aslanjan), Gor Malakjan – Aghwan Papikjan (90. Howhannes Poghosjan), Sargis Balojan (76. Robert Hakobjan) Cheftrainer: Sargis Howsepjan | Arsen Beglarjan – Armen Tantintsjan, Artur Awagjan, Ara Chatschatrjan, Alen Hambartsumjan – Miguel Pedro López, Artak Grigorjan, Dejan Vukomanović (83. Artasches Sakarjan), Christiano Alves dos Santos (38. Hajrapet Awagjan) – Narek Belarjan, Aleksandr Petrosjan Cheftrainer: Serhij Putschkow | Gandsassar Kapan |
| FC Pjunik Jerewan                        | 1:0 Kamo Howhannisjan (45.) 2:0 Sargis Balojan (60.) | 2:1 Narek Belarjan (62.) | Gandsassar Kapan |
| FC Pjunik Jerewan                        | Taron Woskajan, Gor Malakjan | Armen Tantintsjan, Arman Melkonjan | Gandsassar Kapan |
| 7. Mai 2014 in Jerewan (Stadion Hrasdan) | | |                  |
| Ergebnis: 2:1 (1:0)                      | | |                  |
| Zuschauer: 5.000                         | | |                  |
| Schiedsrichter: Suren Balijan            | | |                  |